# Agalmatolita

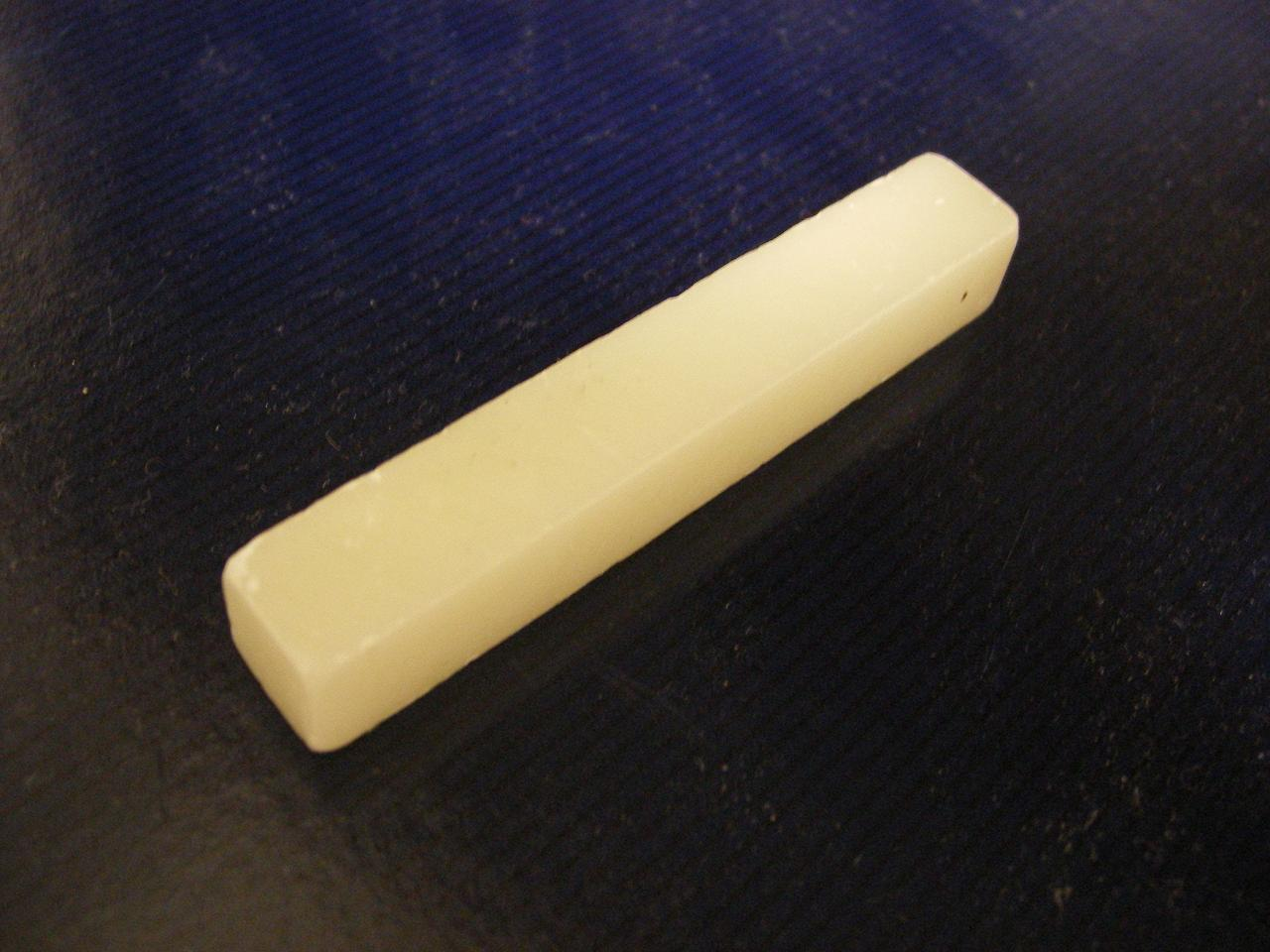
Barra de agalmatolita.

La agalmatolita, también conocida como pagodita, es una roca metamórfica formada por la alteración hidrotermal de la roca riolita. De ocurrencia geológica rara, la roca es utilizada por los chinos para esculpir pagodas y objetos similares. Generalmente maleable y a veces lisa, la pagodita puede ser de color verde grisáceado o amarillo grisáceo. El nombre se aplica generalmente a cualquier piedra utilizada para ese propósito y no a una variedad específica.
Otros nombres que se pueden utilizar en este contexto son los minerales esteatita y pirofilita.
composición
La pagodita está constituida esencialmente por dos filosilicatos de aluminio:
- Pirofilita (Al2O3.4SiO2.H2O)[1]
- Moscovita (K2O.3Al2O3.6SiO2.2H2O)[1]

Estos dos minerales generalmente están en asociación con otros como la sericita, diásporo, turmalina, cuarzo y feldespato.